# 크리스티안 올리버
크리스티안 올리버(Christian Oliver, 1972년 3월 3일~2024년 1월 4일)는 독일의 배우이다.

## 출연 작품
- 인디아나 존스: 운명의 다이얼(2023) - 성우로 출연
- 아메리칸 호러 스토리: 메리메이커의 살인자(2019)
- 작전명 D-DAY(2019)
- 지퍼(2015)
- 하우스 오브 굿 앤 이블(2014)
- 헤라클레스:전설의부활(2014)
- 삼총사 3D(2011)
- 아촐리랜드(2009)
- 레디 오어 낫(2009)
- 작전명 발키리(2008)
- 스피드 레이서(2008)
- 굿 저먼(2006)
- 실험대상 2호(2006)
- 프로스트바이트(2005)